# کریستین دیمان
کریستین دیمان یک بازیکن زن فوتبال اهل کشور آلمان است.پست وی مدافع است.وی در حال حاضر برای باشگاه فوتبال هافنهایم بازی میکند.وی عضو تیم ملی فوتبال زنان زیر ۱۹ سال آلمان نیز بوده و همراه با این تیم قهرمان جام ملتهای زنان زیر ۱۹ سال اروپا شده است.

## افتخارات

### باشگاهی
اف. اف. سی توربین پوتسدام
- بوندس‌لیگا: قهرمان در فصل ۱۱-۲۰۱۰ ، فصل ۱۲-۲۰۱۱.

### ملی
- جام ملتهای زنان زیر ۱۹ سال اروپا: قهرمان سال ۲۰۱۱.